# 庫帕河
庫帕河 （克羅埃西亞語：Kupa，斯洛文尼亞語：Kolpa）是東歐的一條河流。 流經克羅埃西亞西北部和斯洛文尼亞東南部。全長296公里，流域面積10,032平方公里。在錫薩克注入薩瓦河，成為薩瓦河的支流之一。